# Марленго
Марленго (итал. Marlengo) је насеље у Италији у округу Болцано, региону Трентино-Јужни Тирол.
Према процени из 2011. у насељу је живело 1942 становника. Насеље се налази на надморској висини од 288 м.

## Становништво
Према резултатима пописа становништва 2011. у општини је живело 2.533 становника.
| 1931. | 1936. | 1951. | 1961. | 1971. | 1981. | 1991. | 2001. | 2011. |
| ----- | ----- | ----- | ----- | ----- | ----- | ----- | ----- | ----- |
| 1.935 | 2.085 | 1.930 | 1.743 | 1.867 | 2.013 | 2.041 | 2.197 | 2.533 |

## Партнерски градови
- Гелнхаузен
- Kals am Großglockner